# Academia "El Tango Argentino"
Academia "El Tango Argentino" es una película de Argentina en blanco y negro dirigida por Julio Irigoyen según su propio guion que se filmó en 1942. Fueron sus protagonistas Elisa Labardén, Domingo Conte, Herminia Velich, Ada Cornaro, Tino Tori y Warly Ceriani.

## Reparto
- Elisa Labardén
- Domingo Conte
- Herminia Velich
- Ada Cornaro
- Tino Tori
- Warly Ceriani
- Víctor D'Amario

## Producción
El filme fue producido por una empresa dirigida por Julio Irigoyen que se caracterizaba por producir filmes clase “C” de muy bajo presupuesto y poca calidad artística, que en general eran historias con los personajes característicos de la ciudad: guapos prostitutas, cantores de tango, jugadores en oscuros cafetines, hipódromos y salones aristocráticos. La mayoría eran películas de gauchos o típicamente porteñas, con tango o con canciones de tierra adentro. Es dificultoso acceder a información sobre esas películas, en primer lugar porque una parte no se estrenó en Buenos Aires sino en las provincias del interior de Argentina y también en otros países de América Latina, en segundo término porque Irigoyen no conservaba los negativos y en tercer lugar por el escaso interés que tenía por ellas la prensa especializada.